# Pangkalan Kapas
Pangkalan Kapas is een bestuurslaag in het regentschap Kampar van de provincie Riau, Indonesië. Pangkalan Kapas telt 339 inwoners (volkstelling 2010).